# 不器用太陽
「不器用太陽」（ぶきようたいよう）は、日本の女性アイドルグループ・SKE48の楽曲。作詞は秋元康、作曲は章夫が担当した。2014年7月30日に、SKE48の15作目のシングルとしてエイベックス・ミュージック・クリエイティヴ（avex trax）から発売された。3回目の出場となった『第65回NHK紅白歌合戦』（2014年）の歌唱曲。楽曲のセンターポジションは松井珠理奈が務めた。

## 背景とリリース
前作「未来とは?」から約4か月ぶりで、2014年2枚目のシングル。初回盤TYPE-A、通常盤TYPE-A、初回盤TYPE-B、通常盤TYPE-B、初回盤TYPE-C、通常盤TYPE-C、初回盤TYPE-D、通常盤TYPE-D、劇場盤の9形態でのリリース。
2014年6月27日に放送されたテレビ朝日『ミュージックステーション2時間スペシャル』内のCMで選抜メンバーが発表された。
初披露は2014年7月2日、ニッポン放送『AKB48のオールナイトニッポン』放送内で行われた。パフォーマンスとしての初披露は、2014年7月10日のチームE 4th Stage「手をつなぎながら」公演終了後となった。 また、テレビでの初披露は2日後の12日に日本テレビ系列で生放送された『THE MUSIC DAY 音楽のちから』だった。
発売日の7月30日には、シングル発売とSKE48結成6周年を記念して地元名古屋市の円頓寺商店街でサプライズライブが行われ、不器用太陽を含む2曲が披露された。
表題曲「不器用太陽」を歌う選抜メンバーは、過去最多の20人。岩永亞美・熊崎晴香・二村春香が初選抜。佐藤すみれ・宮澤佐江・山田菜々・渡辺美優紀がSKE48名義で初選抜。前作の選抜メンバーのうち、石田安奈、山田みずほ、同年4月22日にAKB48へ移籍した木﨑ゆりあが選抜から外れている。
カップリングは6曲。各タイプに2014年2月24日に発表された新編成チームの曲が収録されていて、TYPE-AはチームSの「放課後レース」、TYPE-BはチームKIIの「サヨナラ 昨日の自分」、TYPE-CはチームEの「バナナ革命」となっている。ボートピア名古屋とのタイアップ企画で編成された「ボートピア選抜」が歌う「Coming soon」、JAバンクのCMに出演している、SKE48メンバー10人で「セレクション10」が新たに結成され、「友達のままで」を歌っている。また、須田亜香里と松村香織、谷真理佳のユニット「だ〜す〜、つ〜ま〜&に〜た〜」が「恋よりもDream」を歌っている。
今作での研究生の楽曲参加は松村のみである。
キャッチコピーは「僕はずっとここにいる」。
CDの封入特典として、初回生産分にはイベント参加券、「リクエストアワー2014 シリアルナンバー付き投票券」各1枚および全81種類あるオリジナル生写真のうち1枚が付属する。

## 音楽性と批評
夏の情景の中で、片思いの相手への臆病な恋心を太陽に例えて歌ったミディアム・バラード。2月に「AKB48グループ大組閣」によるメンバーの異動が行われてから初めてのシングルで選抜メンバーの入れ替わりがあったことなどから、「勝負曲」とも評された。
SKE48のシングル表題曲はこれまでグループのイメージに沿ったパワフルな・元気な曲が多く、シングル表題曲としては5年目・15枚目にして初めてのバラードとなった。そのことを知らされたメンバーは初め驚いたが、初期からのメンバーは「SKE48もやっとこういう歌を歌えるようになったんだ、歌っていいんだ」という思いに至ったという。
歌詞の中では、僕は君を傍で照らすだけで近づけない「不器用太陽」、それは、ジリジリと照らす太陽のように想いが強すぎるからこそなんだ、と歌われており、もどかしい恋心を抱く主人公が自身の足りない部分を「太陽」に例えている。
メロディにはSKE48の流れをくむポップス要素を残しつつ、ドラムンベースが加えられたビートとなっている。サビにはメロディを聴かせる旋律的な部分と、対照的に韻を踏んだラップ調のコーラスの部分が置かれている。レコーディング時には、旋律的な部分ではビートを意識して、対照的にラップの部分では割と滑らかに歌うよう指導を受けたという。また、歌のレコーディングに先行してミュージックビデオの撮影が行われたため、レコーディングの際に曲のイメージがしやすかったという。

## アートワーク
| TYPE-A 初回限定盤 表 | 北川綾巴・佐藤すみれ・高柳明音・松井珠理奈・山田菜々                                 |
| TYPE-A 通常盤 表     | 東李苑・大矢真那・北川綾巴・二村春香・松井珠理奈・宮澤佐江・渡辺美優紀               |
| TYPE-A 裏            | チームSメンバー17人                                                                  |
| TYPE-B 初回限定盤 表 | 東李苑・梅本まどか・古畑奈和・松井玲奈・宮澤佐江                                     |
| TYPE-B 通常盤 表     | 大場美奈・高柳明音・古川愛李・古畑奈和・山田菜々                                     |
| TYPE-B 裏            | チームKIIメンバー21人                                                                |
| TYPE-C 初回限定盤 表 | 大矢真那・大場美奈・熊崎晴香・柴田阿弥・須田亜香里                                   |
| TYPE-C 通常盤 表     | 岩永亞美・梅本まどか・木本花音・熊崎晴香・佐藤すみれ・柴田阿弥・須田亜香里・松井玲奈 |
| TYPE-C 裏            | チームEメンバー20人                                                                  |
| TYPE-D 初回限定盤 表 | 岩永亞美・木本花音・二村春香・古川愛李・渡辺美優紀                                   |
| TYPE-D 通常盤 表     | 「不器用太陽」選抜メンバー20名                                                       |
| TYPE-D 裏            | 「だ〜す〜、つ〜ま〜&に〜た〜」（須田亜香里・松村香織・谷真理佳）                    |
| 劇場盤 表            | 「不器用太陽」選抜メンバー20名                                                       |

ジャケットに描かれているタイトルロゴは、チームEの松井玲奈によるもの。
ジャケットの撮影地は初回盤A・B・Dが江ノ島電鉄の七ヶ浜2号踏切、初回盤Cが鎌倉高校前1号踏切。

## チャート成績
「不器用太陽」のシングルCDは初動売上で約32万4000枚を記録し、2014年8月11日付オリコン週間シングルチャートにおいて初登場で1位にランクインした。同チャートにおけるSKE48のシングルの1位獲得は「バンザイVenus」から11作連続、通算11作目となった。シングルの連続首位獲得数記録では、AKB48の23作連続に次ぐ女性グループ歴代2位記録を更新した。
2014年7月月間では約32万4000枚を売り上げ、2位にランクイン。また翌2014年8月月間でも約9万7000枚を売り上げ、5位にランクインした。
Billboard JAPANのチャートにおいては、2014年8月11日付のHot Singles SalesとHot 100の双方で1位にランクインした。エアプレイ、ダウンロード、ルックアップ、ツイートの4つでは2位に入ったONE OK ROCKの「Mighty Long Fall」を下回ったが、大差をつけたシングル・セールス・ポイントでしのぎ、僅差で総合Billboard JAPAN HOT100の首位に立った。また、同エアプレイ(Hot Top Airplay)では16位にランクインした。
サウンドスキャンジャパンのチャートにおいては、2014年7月28日 - 8月3日調査分の週間CDソフト シングルランキング TOP20でTYPE-A初回盤が推定売上29,871枚で2位、TYPE-B初回盤が同25,028枚で5位、TYPE-C初回盤が同24,179枚で6位、TYPE-D初回盤が同22,924枚で7位を記録した。

## ミュージックビデオ
ミュージックビデオは清水康彦が監督を務めたが、SKE48のシングル表題曲としては2ndシングル「青空片想い」以来13作振りの監督交代となった。
"海沿いの田舎町で夏の終わりを過ごす女の子達"を描いたもので、ダンスシーンはなく、太陽を見上げるシーン、花火をするシーンなどで構成されている。撮影では朝から大雨に見舞われため、当初の設定を変更して"雨上がり"の設定となった。過去のSKE48のシングルのMV撮影が全て雨となるなど「雨女」とされていた松井玲奈は、監督から「今回は（初めから）雨上がりの設定」と言われて安心していたが、後からメンバーに急遽設定が変わったことを知らされて驚いたというエピソードがあった。
撮影場所は下表の通り。
| 「不器用太陽」          | 三浦市 Beach-Bum Hotel（SEA SIDE DECK）、旧三崎高等学校、大津屋商店 |
| 「放課後レース」        | 旧成田市立豊住中学校                                                |
| 「サヨナラ 昨日の自分」 |                                                                     |
| 「バナナ革命」          | YELLOW STUDIO（A Studio）                                           |
| 「恋よりもDream」       | 港区白金台（THE HOUSE SHIROGANE）、TACS ODAIBO STUDIO               |

## メディアでの使用
「不器用太陽」は、日本テレビで放送されている『SKE48 エビショー!』のテーマソングとして使用されている。

## シングル収録トラック

### TYPE-A
| #         | タイトル                         | 作詞      | 作曲       | 編曲           | 時間  |
| --------- | -------------------------------- | --------- | ---------- | -------------- | ----- |
| 1.        | 「不器用太陽」                   | 秋元康    | 章夫       | 野中“まさ”雄一 | 5:13  |
| 2.        | 「放課後レース」(Team S)         | 秋元康    | 重永亮介   | 生田真心       | 3:50  |
| 3.        | 「Coming soon」(ボートピア選抜)  | 秋元康    | 和田耕平   | 和田耕平       | 5:49  |
| 4.        | 「友達のままで」(セレクション10) | 秋元康    | 小川コータ | 若田部誠       | 4:05  |
| 5.        | 「不器用太陽 off vocal」         |           | 章夫       | 野中“まさ”雄一 |       |
| 6.        | 「放課後レース off vocal」       |           | 重永亮介   | 生田真心       |       |
| 7.        | 「Coming soon off vocal」        |           | 和田耕平   | 和田耕平       |       |
| 8.        | 「友達のままで off vocal」       |           | 小川コータ | 若田部誠       |       |
| 合計時間: | 合計時間:                        | 合計時間: | 合計時間:  | 合計時間:      | 37:54 |

| #  | タイトル                                                                                             | 作詞 | 作曲・編曲 | 監督     |
| -- | --- | ---- | ---------- | -------- |
| 1. | 「不器用太陽 Music Video」                                                                           |      |            | 清水康彦 |
| 2. | 「放課後レース Music Video」                                                                         |      |            | 園田俊郎 |
| 3. | 「特典映像「Team Sの軌跡〜SKE48初の組閣（2013.4.13）→Zepp Nagoya（2014.5.12）〜」documentary movie」 |      |            |          |

### TYPE-B
| #         | タイトル                          | 作詞      | 作曲       | 編曲           | 時間  |
| --------- | --------------------------------- | --------- | ---------- | -------------- | ----- |
| 1.        | 「不器用太陽」                    | 秋元康    | 章夫       | 野中“まさ”雄一 | 5:13  |
| 2.        | 「サヨナラ 昨日の自分」(Team KII) | 秋元康    | 平隆介     | 楊慶豪         | 3:51  |
| 3.        | 「Coming soon」(ボートピア選抜)   | 秋元康    | 和田耕平   | 和田耕平       | 5:49  |
| 4.        | 「友達のままで」(セレクション10)  | 秋元康    | 小川コータ | 若田部誠       | 4:05  |
| 5.        | 「不器用太陽 off vocal」          |           | 章夫       | 野中“まさ”雄一 |       |
| 6.        | 「サヨナラ 昨日の自分 off vocal」 |           | 平隆介     | 楊慶豪         |       |
| 7.        | 「Coming soon off vocal」         |           | 和田耕平   | 和田耕平       |       |
| 8.        | 「友達のままで off vocal」        |           | 小川コータ | 若田部誠       |       |
| 合計時間: | 合計時間:                         | 合計時間: | 合計時間:  | 合計時間:      | 37:58 |

| #  | タイトル                                                                                              | 作詞 | 作曲・編曲 | 監督     |
| -- | --- | ---- | ---------- | -------- |
| 1. | 「不器用太陽 Music Video」                                                                            |      |            | 清水康彦 |
| 2. | 「サヨナラ 昨日の自分 Music Video」                                                                   |      |            | IKIOI    |
| 3. | 「特典映像「Team KIIの軌跡〜SKE48初の組閣（2013.4.13）→Zepp Namba（2014.5.13）〜」documentary movie」 |      |            |          |

### TYPE-C
| #         | タイトル                         | 作詞      | 作曲       | 編曲           | 時間  |
| --------- | -------------------------------- | --------- | ---------- | -------------- | ----- |
| 1.        | 「不器用太陽」                   | 秋元康    | 章夫       | 野中“まさ”雄一 | 5:13  |
| 2.        | 「バナナ革命」(Team E)           | 秋元康    | IKEZO      | 若田部誠       | 4:07  |
| 3.        | 「Coming soon」(ボートピア選抜)  | 秋元康    | 和田耕平   | 和田耕平       | 5:49  |
| 4.        | 「友達のままで」(セレクション10) | 秋元康    | 小川コータ | 若田部誠       | 4:06  |
| 5.        | 「不器用太陽 off vocal」         |           | 章夫       | 野中“まさ”雄一 |       |
| 6.        | 「バナナ革命 off vocal」         |           | IKEZO      | 若田部誠       |       |
| 7.        | 「Coming soon off vocal」        |           | 和田耕平   | 和田耕平       |       |
| 8.        | 「友達のままで off vocal」       |           | 小川コータ | 若田部誠       |       |
| 合計時間: | 合計時間:                        | 合計時間: | 合計時間:  | 合計時間:      | 38:29 |

| #  | タイトル                                                                                              | 作詞 | 作曲・編曲 | 監督     |
| -- | --- | ---- | ---------- | -------- |
| 1. | 「不器用太陽 Music Video」                                                                            |      |            | 清水康彦 |
| 2. | 「バナナ革命 Music Video」                                                                            |      |            | 中村太洸 |
| 3. | 「特典映像「Team Eの軌跡〜SKE48初の組閣（2013.4.13）→Zepp Sapporo（2014.5.15）〜」documentary movie」 |      |            |          |

### TYPE-D
| #         | タイトル                                       | 作詞      | 作曲       | 編曲           | 時間  |
| --------- | ---------------------------------------------- | --------- | ---------- | -------------- | ----- |
| 1.        | 「不器用太陽」                                 | 秋元康    | 章夫       | 野中“まさ”雄一 | 5:13  |
| 2.        | 「恋よりもDream」(だ〜す〜、つ〜ま〜&に〜た〜) | 秋元康    | 小内喜文   | 佐々木裕       | 4:48  |
| 3.        | 「Coming soon」(ボートピア選抜)                | 秋元康    | 和田耕平   | 和田耕平       | 5:49  |
| 4.        | 「友達のままで」(セレクション10)               | 秋元康    | 小川コータ | 若田部誠       | 4:04  |
| 5.        | 「不器用太陽 off vocal」                       |           | 章夫       | 野中“まさ”雄一 |       |
| 6.        | 「恋よりもDream off vocal」                    |           | 小内喜文   | 佐々木裕       |       |
| 7.        | 「Coming soon off vocal」                      |           | 和田耕平   | 和田耕平       |       |
| 8.        | 「友達のままで off vocal」                     |           | 小川コータ | 若田部誠       |       |
| 合計時間: | 合計時間:                                      | 合計時間: | 合計時間:  | 合計時間:      | 39:40 |

| #  | タイトル                                                                                               | 作詞 | 作曲・編曲 | 監督       |
| -- | --- | ---- | ---------- | ---------- |
| 1. | 「不器用太陽 Music Video」                                                                             |      |            | 清水康彦   |
| 2. | 「恋よりもDream Music Video」                                                                          |      |            | 瀬田なつき |
| 3. | 「特典映像「SKE48 新チーム移籍・兼任メンバーの軌跡〜7人それぞれの新天地への挑戦〜」documentary movie」 |      |            |            |

### 劇場盤
| #  | タイトル                         | 作詞   | 作曲       | 編曲           | 時間 |
| -- | -------------------------------- | ------ | ---------- | -------------- | ---- |
| 1. | 「不器用太陽」                   | 秋元康 | 章夫       | 野中“まさ”雄一 | 5:13 |
| 2. | 「Coming soon」(ボートピア選抜)  | 秋元康 | 和田耕平   | 和田耕平       | 5:49 |
| 3. | 「友達のままで」(セレクション10) | 秋元康 | 小川コータ | 若田部誠       | 4:04 |
| 4. | 「SKE48 15th Single Medley」     |        |            |                |      |
| 5. | 「不器用太陽 off vocal」         |        | 章夫       | 野中“まさ”雄一 |      |
| 6. | 「Coming soon off vocal」        |        | 和田耕平   | 和田耕平       |      |
| 7. | 「友達のままで off vocal」       |        | 小川コータ | 若田部誠       |      |

## 選抜メンバー
- 東李苑
- 岩永亞美
- 梅本まどか
- 大場美奈
- 大矢真那
- 北川綾巴
- 木本花音
- 熊崎晴香
- 佐藤すみれ
- 柴田阿弥
- 須田亜香里
- 高柳明音
- 二村春香
- 古川愛李
- 古畑奈和
- 松井珠理奈
- 松井玲奈
- 宮澤佐江
- 山田菜々
- 渡辺美優紀